# Destrnik
Destrnik – wieś w Słowenii, siedziba gminy Destrnik. W 2018 roku liczyła 171 mieszkańców.